# Ваздухопловна база Маконел
Ваздухопловна база Маконел (енгл. McConnell Air Force Base) насељено је место без административног статуса у америчкој савезној држави Канзас.

## Демографија
По попису из 2010. године број становника је 1.777.
| Група             | 2000.    | 2010.         |
| Белци             | 0 (0,0%) | 1.204 (67,8%) |
| Афроамериканци    | 0 (0,0%) | 230 (12,9%)   |
| Азијати           | 0 (0,0%) | 43 (2,4%)     |
| Хиспаноамериканци | 0 (0,0%) | 208 (11,7%)   |
| Укупно            | 0        | 1.777         |